# Wojciech Harasiewicz

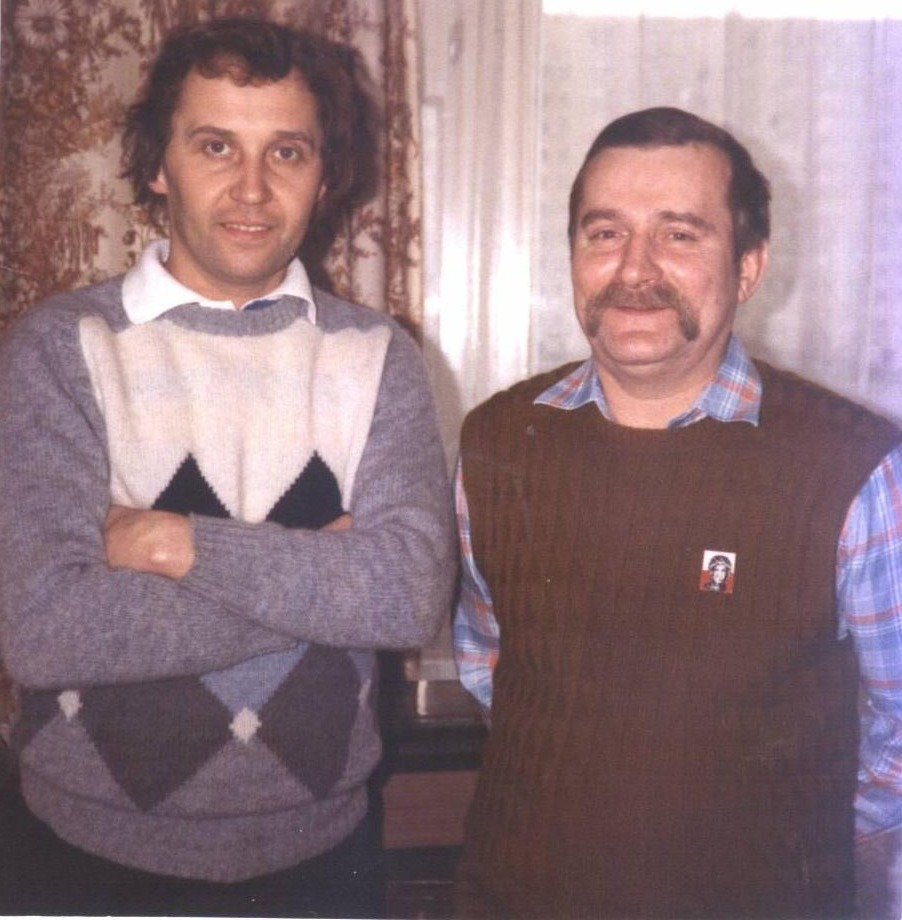
Wojciech Harasiewicz z Lechem Wałesą

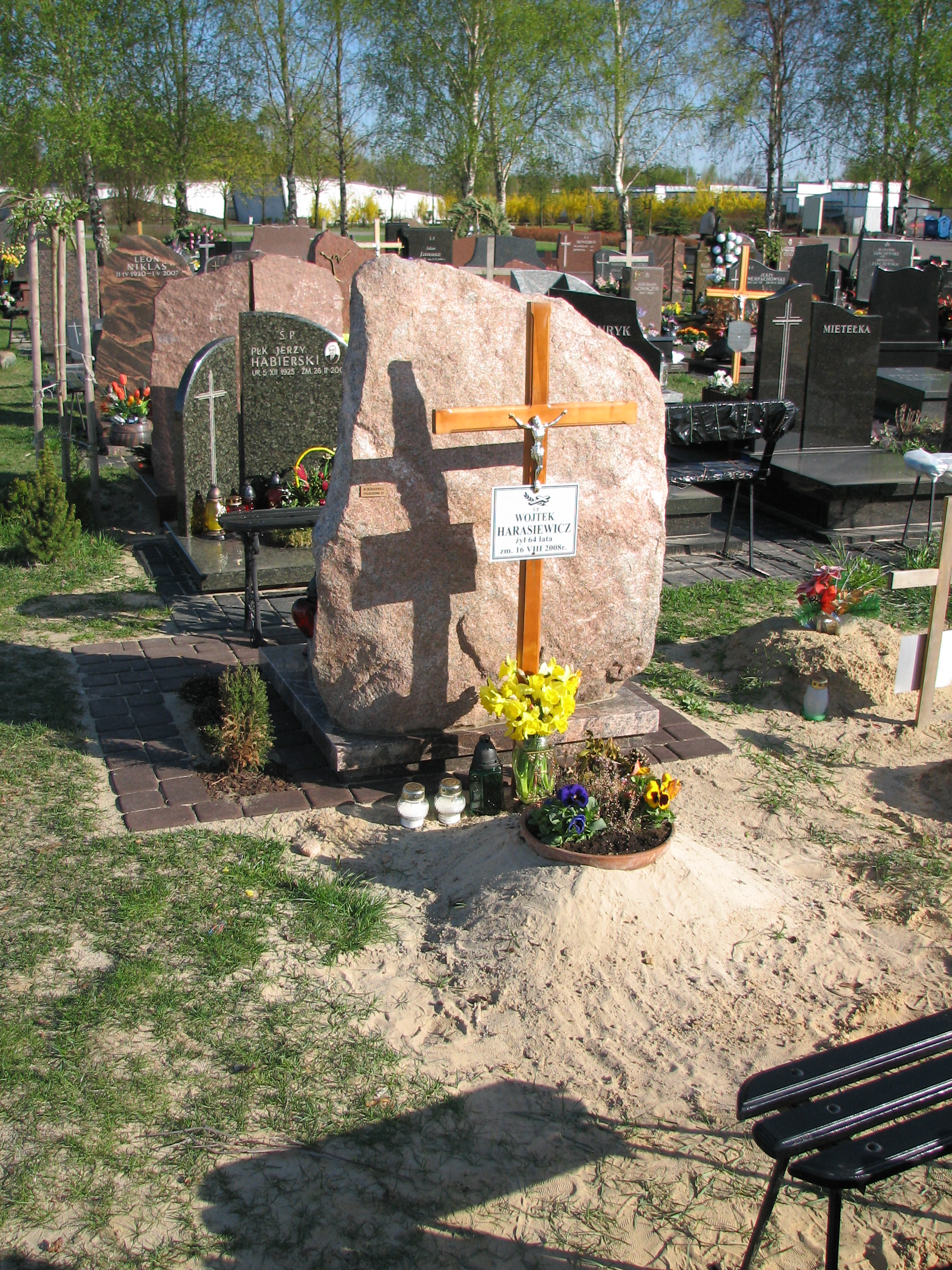
Grób Wojtka Harasiewicza na cmentarzu komunalnym Północnym w Warszawie

Wojciech Harasiewicz (ur. 26 grudnia 1943 w Brąszewicach, zm. 16 sierpnia 2008 w Warszawie) – inżynier elektronik, absolwent Politechniki Warszawskiej, dziennikarz, operator dźwięku, wieloletni pracownik ABC News i TVP, członek Stowarzyszenia Filmowców Polskich.

## Życiorys

### Młodość
Ukończył Technikum elektroniczne w Łodzi i w 1964 zdał egzaminy na ówczesny Wydział Łączności Politechniki Warszawskiej. Pod kierunkiem prof. Stanisława Sławińskiego zajmował się symulatorem sygnału dopplerowskiego.
W czasie studiów grał w koszykówkę. Odbył też rejs statkiem handlowym dookoła Europy. Była to wyprawa badawcza, której celem były badania i poznanie działania urządzeń elektronicznych na statku – głównie radaru.

### Kariera zawodowa
Po ukończeniu studiów, w 1970, podjął pracę – jako stypendysta – w Zakładzie Produkcji Filmów Telewizyjnych. Po roku praktyki został operatorem dźwięku. Na początku wykonywał tzw. "dokrętki" (fragmenty programów dziejące się poza studiem), a także filmy dokumentalne, fabularyzowane i reportaże. Współpracował między innymi z Mariuszem Walterem.
Po wprowadzeniu stanu wojennego stracił pracę. W 1983 zgłosił się do poszukującej operatora dźwięku amerykańskiej telewizji ABC News.
Praca w ABC News wiązała się przede wszystkim z przygotowywaniem informacji dla dzienników. Telewizja ABC wysyłała swoich reporterów do krajów Europy Wschodniej, gdy zaczęły się przemiany ustrojowe. Ułatwieniem w jego pracy był fakt, że jako Polak nie potrzebował wiz do krajów socjalistycznych.
W czasie rozmów przy Okrągłym Stole Harasiewicz uczestniczył w relacjonowaniu obrad.
Gdy sytuacja w Polsce ustabilizowała się, a relacje z Polski nie budziły już tak dużego zainteresowania, zaproponowano Harasiewiczowi przejście do oddziału ABC News w Moskwie, gdzie rozpoczął pracę w 1989. Przygotowywał relacje z krajów nadbałtyckich – Litwy, Łotwy, Estonii, a także z wojny w Czeczenii, z Górskiego Karabachu, a później również z Jugosławii.
W telewizji ABC pracował w latach 1983-1997.
W roku 1997 po redukcji moskiewskiej ekipy ABC Harasiewicz wrócił do Polski i podjął pracę w telewizji publicznej. Zaczął pracować przy opracowaniach dźwięku realizowanych spektakli Teatru Telewizji, które w rzeczywistości miały formę krótkich filmów fabularnych. Łącznie opracował dźwięk dla pięciu spektakli.
W tym czasie wspólnie z Radosławem Piwowarskim rozpoczął pracę nad serialem Złotopolscy, począwszy od czwartego odcinka. Łącznie opracował dźwięk dla ponad pół tysiąca odcinków Złotopolskich, a także odcinka specjalnego Gwiazdka w Złotopolicach.
Z pracą Harasiewicza przy Złotopolskich wiąże się także jego epizodyczny występ w 540 odcinku serialu, w którym na filmowym komisariacie Dworca Centralnego zagrał pacjenta specjalnej troski ze szpitala psychiatrycznego.
Wojciech Harasiewicz zmarł nagle 16 sierpnia 2008 w Warszawie, w wieku 64 lat, a 27 sierpnia został pochowany na cmentarzu komunalnym Północnym na Wólce Węglowej w Warszawie (kwatera S IX 1).

## Twórczość

### Filmografia
realizacja dźwięku
- 2007 – Edina – dźwięk
- 2004 – Kosmici – dźwięk
- 2000 – Łupaszko – współpraca dźwiękowa
- 1999 – Gwiazdka w Złotopolicach – dźwięk
- 1998 – Mariusz Zaruski – dźwięk
- 1997-2008 – Złotopolscy – dźwięk (odcinki: 4-72, 79-536, 545-569)
- 1997 – Andrzej Pronaszko 1881-1961 – współpraca
- 1981 – Zawieszona na niebie – współpraca
- 1980 – Tu się zaczęło – Nowy Orlean – dźwięk
- 1980 – Papaya – czyli skąd się biorą dziewczynki – dźwięk
- 1980 – Czas jazzu – Wills Conver – dźwięk
- 1979 – Wills Conver and the world of jazz – dźwięk
- 1979 – Chopin w Dusznikach – dźwięk
- 1978 – Muzyka Indii – dźwięk
- 1978 – Jazz Yatra '78 – dźwięk
- 1974 – Papusza – dźwięk

aktor
- 2003 – Złotopolscy, odcinek 540, jako pacjent specjalnej troski,

### Spektakle Teatru Telewizji
- 1998 – W tym domu nie straszy – dźwięk
- 1998 – Szkolne graffiti II – dźwięk
- 1997 – Wszystko gra! – dźwięk
- 1997 – Tajemnica przeszłości – dźwięk
- 1997 – Anka – dźwięk